# Hunting Act 2004
L'Hunting Act 2004 è una legge del 2004 approvata dal Parlamento britannico. Proibisce la caccia coi cani a volpi vive, lepri, cervi e visoni americani in Inghilterra e Galles. La legge è entrata in vigore il 18 febbraio 2005. In Scozia, tale attività era già stata bandita due anni prima. Al contrario, questa forma di caccia nell'Irlanda del Nord è consentita. Dal divieto della caccia tradizionale alla volpe, il numero di cacciatori nel Regno Unito è quasi raddoppiato.

## Dibattito
Il divieto è stato preceduto da un acceso dibattito in Gran Bretagna. Il ministro degli Interni Jack Straw ha commissionato, tra le altre cose, una commissione, la cosiddetta Burns Inquiry, per indagare sui dettagli di queste forme di caccia e sport. La Commissione è giunta alla conclusione che animali da preda come conigli e volpi sono stati gravemente colpiti nel loro benessere da queste forme di caccia. Tuttavia, non è stata formulata alcuna raccomandazione sul fatto che questo modulo di caccia debba continuare ad essere autorizzato o se debba essere sospeso. Dopo la sua adozione, diversi giornali e altri media hanno criticato la legge, sostenendo che il governo laburista di Tony Blair aveva ceduto alle richieste dei sostenitori del Partito Laburista che avevano pregiudizi contro la caccia. In effetti, i membri del parlamento di tutti i partiti avevano approvato il disegno di legge. In seguito all'approvazione della legge, fu sottolineato che la maggioranza della popolazione voleva una simile legge e che il cane che cacciava la preda provocasse sofferenze inutili.
I critici della decisione, tuttavia, hanno sottolineato che entrambe le letture della legge alla Camera dei comuni sono state condotte in modo contrario alla forma nella stessa riunione. Il rifiuto del disegno di legge da parte della Camera dei lord è stato revocato da un veto del governo. Questa procedura è giuridicamente controversa ed è stata recentemente utilizzata solo nelle leggi antiterrorismo. È stato anche criticato il fatto che altri metodi di caccia o l'avvelenamento di animali selvatici continuino ad essere ammessi. Questi sono spesso molto più crudeli dell'uccisione di una preda da parte di un predatore, che è un evento quotidiano in natura. 
I cacciatori con segugi hanno ripetutamente dichiarato che continueranno a praticare questa forma di caccia in futuro. Essendo limitati dalla legge nella loro libertà hanno intentato azioni legali contro questa legge dinanzi a vari tribunali. La Countryside Alliance ha ripetutamente sottolineato la difficile attuazione della legge.

## Forme di caccia consentite con cani ai sensi della Hunting Act 2004
La legge sulla caccia del 2004 vieta tutte le forme di caccia che, secondo il Parlamento, sono inutili pratiche sportive e crudeli. Al contrario, sono ammessi tali esercizi di caccia, necessari per il controllo dei parassiti. Il Parlamento ritiene che laddove topi e conigli siano parassiti, la caccia per loro sia consentita anche con i cani.